# McLaren MP4/15
A McLaren MP4/15 egy Formula–1-es versenyautó, amit a McLaren tervezett a 2000-es Formula–1 világbajnokságra. Pilótái Mika Häkkinen és David Coulthard voltak. Akárcsak az előző évi konstrukciók, ez is rendkívül versenyképes volt, de ebben az évben hatalmas csatában alulmaradtak a Ferrarival szemben minden téren.

## Története
A szezon nem indult jól a csapat számára: az idénynyitó ausztrál futamon mindketten kiestek motorproblémák miatt, a következő brazil nagydíjon Häkkinen olajproblémák miatt volt kénytelen befejezni a versenyt, Coulthardot pedig utóbb kizárták, mert az első szárnya a megengedettnél lejjebb volt. Először Coulthardnak sikerült nyernie a negyedik, brit nagydíjon, majd ezt követően  Häkkinennek Spanyolországban. Franciaországban és Ausztriában kettős győzelmet arattak, ugyanakkor az utóbbi versenyen elért konstruktőri pontaikat elvették, egy alkatrészről hiányzó FIA-pecsét miatt. A Magyar Nagydíjon Häkkinen győzelmével átvette a világbajnokságban a vezető helyet, majd Belgiumban is győzött, de mivel ezután Olaszországban csak második lett, az Egyesült Államokban pedig kiesett, már hiába lett Japánban második, Michael Schumacher lett a világbajnok.
A csapat a West cigarettamárka feliratait viselte magán, kivéve azokban az országokban, ahol a dohányreklámok be voltak tiltva. Ott a "Mika" és "David" feliratokat használták.

## Eredmények
(félkövérrel jelölve a pole pozíció; dőlt betűvel a leggyorsabb kör)
| Év   | Csapat                | Motor                | Gumik | Pilóták         | 1   | 2   | 3   | 4   | 5   | 6   | 7   | 8   | 9   | 10  | 11  | 12  | 13  | 14  | 15  | 16  | 17  | Pontok | Helyezés |
| ---- | --------------------- | -------------------- | ----- | --------------- | --- | --- | --- | --- | --- | --- | --- | --- | --- | --- | --- | --- | --- | --- | --- | --- | --- | ------ | -------- |
| 2000 | West McLaren Mercedes | Mercedes-Benz FO110J | B     |                 | AUS | BRA | SMR | GBR | ESP | EUR | MON | CAN | FRA | AUT | GER | HUN | BEL | ITA | USA | JPN | MAL | 152    | 2.       |
| 2000 | West McLaren Mercedes | Mercedes-Benz FO110J | B     | Mika Häkkinen   | KI  | KI  | 2   | 2   | 1   | 2   | 6   | 4   | 2   | 1   | 2   | 1   | 1   | 2   | KI  | 2   | 4   | 152    | 2.       |
| 2000 | West McLaren Mercedes | Mercedes-Benz FO110J | B     | David Coulthard | KI  | KIZ | 3   | 1   | 2   | 3   | 1   | 7   | 1   | 2   | 3   | 3   | 4   | KI  | 5   | 3   | 2   | 152    | 2.       |

A Häkkinen győzelméért kapott pontokat nem számították bele a konstruktőri bajnokság eredményébe, mert hiányzott az autótól egy, az FIA által előírt pecsét.